# 岡松成太郎
岡松 成太郎（おかまつ せいたろう、1901年9月29日 - 1991年7月18日）は、日本の官僚。元商工次官。

## 略歴
東京府出身。父は京大法科教授･岡松参太郎。東京府立第四中学校、第一高等学校を経て、1925年に東京帝国大学法学部卒業。1928年、商工省入省。特許局属。1940年、総力戦研究所員、以後、東北地方鉱山局長、軍需省管理局長、商工省商務局長、燃料局長などを経て、石炭庁次長兼総務局長に。1947年に商工次官に就任。
退任後は、日本商工会議所専務理事、北海道電力社長を3期6年務め、江別火力発電所や送電・変電の整備に尽くした。以後、会長、相談役に。息子は経済産業研究所初代理事長であった岡松壯三郎元通商産業審議官。